# Plastid
Plastidi su organele prisutne u biljnim stanicama i nekim protistima s vrlo raznovrsnim biokemijskim i fiziološkim funkcijama. Smatra se da su nastali endosimbiozom eukariotske stanice i fotosintetičkih bakterija.
Slični su mitohondrijima po tome što imaju unutarnju i vanjsku membranu, međumembranski prostor između dviju membrana, vlastite ribosome i vlastitu kružnu DNK, koja se replicira nezavisno od replikacije DNK jezgre pa novi plastidi nastaju binarnim diobama već postojećih plastida u stanici. Plastidska DNK nije povezana s histonima, zbog čega do određene mjere može sama sintetizirati svoje proteine. Unutarnji dio plastida ispunjen je stromom. Svaki plastid stvara višestruke kopije 75 - 250 kilobaza plastoma.
Svaki tip plastida u ovisnosti od potreba stanice i vanjskih faktora može prijeći (direfencirati i rediferencirati) u neki drugi tip mijenjajući svoju unutarnju membransku građu.

## Vrste
- Proplastidi su mali, bezbojni nediferencirani plastidi koji se nalaze u meristemskim ćelijama izdanka i korijena. Od njih nastaju različite vrste plastida. Imaju izgled malih vakuola okruženih dvojnom membranom po čemu se razlikuju od vakuola. Ako je biljka normalno osvijetljena od proplastida će se razviti kloroplasti, ako je u tami onda leukoplasti.
- Kloroplasti (chloros =zelen) su fotosintetički aktivni plastidi, sadrže zeleni pigment klorofil
- Kromoplasti (chromos = boja) su žuto do crveno obojeni plastidi, najčešće prisutni u cvjetovima i plodovima. U njima se nalaze velike količine pigmenata iz grupe karotenoida (karoteni i ksantofili). Nastaju najčešće od kloroplasta koji se mijenjaju pri sazrijevanju biljaka. Imaju važnu ekološku ulogu - u privlačenju oprašivača cvjetova i rasijavača plodova.
- Leukoplasti (leucos = bezbojan) su bezbojni plastidi koji se mogu naći u različitim tkivima. Imaju ulogu u skladištenju hranjivih materija, prisutni su u organima u kojima se čuvaju rezervne hranjive materije (krumpira, lukovice, sjemena, plodovi itd.), a mogu se razlikovati:
  - proteinoplasti (u njima se nagomilavaju proteini),
  - oleoplasti (akumuliraju rezervne lipide),
  - amiloplasti (amilum =škrob) u kojima se sintetizira i akumulira škrob.